# Close to the Sun
Close to the Sun est un jeu vidéo d'aventure développé par Storm in a Teacup et édité par Wired Productions, sorti en 2019 sur Windows, Nintendo Switch, PlayStation 4 et Xbox One.